# Some Great Reward
Some Great Reward (en español, Alguna o una gran recompensa) es el cuarto álbum del grupo inglés de música electrónica, Depeche Mode (Martin Gore, Alan Wilder, Andrew Fletcher, David Gahan), producido y publicado en 1984.
Fue producido por el grupo, Daniel Miller y el ingeniero Gareth Jones. Todos los temas fueron escritos por Martin Gore, excepto «If You Want», que fue escrito por Alan Wilder.
Con motivo del disco, Depeche Mode realizó durante 1984-85 la gira Some Great Tour. Posteriormente, en 1985 se publicó The World We Live In and Live in Hamburg, el primer material en directo de la banda.
El título Some Great Reward fue tomado de la letra de la canción Lie to Me.

## Listado de canciones
El álbum apareció en tres formatos, el estándar en disco de vinilo, en casete de cinta magnética de audio y por último en disco compacto. Posteriormente y en la actualidad se le encuentra en streaming.
Edición en LP
| Lado A |                     |          |  |
| N.º    | Título              | Duración |  |
| 1.     | «Something to Do»   | 3:45     |  |
| 2.     | «Lie to Me»         | 5:04     |  |
| 3.     | «People Are People» | 3:52     |  |
| 4.     | «It Doesn't Matter» | 4:45     |  |
| 5.     | «Stories of Old»    | 3:12     |  |

| Lado B |                       |          |  |
| N.º    | Título                | Duración |  |
| 1.     | «Somebody»            | 4:26     |  |
| 2.     | «Master and Servant»  | 4:13     |  |
| 3.     | «If You Want»         | 4:40     |  |
| 4.     | «Blasphemous Rumours» | 6:21     |  |

Edición en CD
| Some Great Reward |                       |          |  |
| N.º               | Título                | Duración |  |
| 1.                | «Something to Do»     | 3:45     |  |
| 2.                | «Lie to Me»           | 5:04     |  |
| 3.                | «People Are People»   | 3:52     |  |
| 4.                | «It Doesn't Matter»   | 4:45     |  |
| 5.                | «Stories of Old»      | 3:12     |  |
| 6.                | «Somebody»            | 4:26     |  |
| 7.                | «Master and Servant»  | 4:13     |  |
| 8.                | «If You Want»         | 4:40     |  |
| 9.                | «Blasphemous Rumours» | 6:21     |  |

Fue el único disco de DM de aquella época que no presentó diferencias de contenido entre su edición en LP y la de CD, excepto que, cuando apareció, el formato digital aún no era el dominante.
Edición en casete
Las ediciones en casete reproducen el mismo contenido del LP, incluso con los temas distribuidos de la misma manera. Actualmente esta edición como el formato ya no se encuentra disponible.

## Créditos
Martin Gore - sintetizadores y segunda voz; además canta los temas It Doesn't Matter y Somebody.
David Gahan - voz principal, excepto Something to Do y People Are People que canta parcialmente a dueto con Gore; el tema Blasphemous Rumours lo cantan a dueto; segunda voz en It Doesn't Matter.
Alan Wilder - sintetizadores, piano, arreglos, producción y programación.
Andrew Fletcher - sintetizador.
Daniel Miller - producción.
Gareth Jones - producción e ingeniería.
Ben Ward, Stefi Marcus y Colin McMahon - asistentes de ingeniería.
Martyn Atkins, David A. Jones y Mark Higenbottam (como Marcx) - diseño.
Brian Griffin con asistencia de Stuart Graham - fotografía de portada.
Jacqui Frye - estilista de vestuario.

## Sencillos
- People Are People
- Master and Servant
- Blasphemous Rumours/Somebody (solamente en Europa)

La versión de Master and Servant como sencillo tiene editado el efecto de entrada; es poco más corta.
La versión de Somebody como sencillo difiere de la del álbum. En el sencillo es la versión Remix, en la cual se oye todo el tiempo la palpitación de un corazón que en la versión del álbum solo se escucha al acabar la canción.
La versión de Blasphemous Rumours en el álbum tiene un largo cierre, casi una segunda parte de la canción, en el que se escucha un suspiro acompañado de una base electrónica que en el sencillo no está presente.
Lados B
Los únicos temas que quedaron fuera del álbum Some Great Reward y aparecieron como lados B de los sencillos fueron las canciones In Your Memory que compuso Alan Wilder, y (Set Me Free) Remotivate Me compuesta por Martin Gore.
Existe también como lado B de Master and Servant y People Are People una remezcla bajo el nombre Are People People?.

## Edición 2006
En 2006 el álbum Some Great Reward se reeditó con todo el contenido de la versión original y lados B, en ediciones para formato de SACD y DVD, como parte de la reedición de todos los álbumes anteriores a Playing the Angel de 2005.
La reedición consistió en empatar todos los álbumes previos con Playing the Angel, el cual fue publicado en dos ediciones, una normal solo con el disco y otra acompañada de un DVD, y al igual que este la reedición americana contiene el álbum Some Great Reward en CD acompañado del DVD mientras en la reedición europea aparece en formato SACD junto con el DVD, de cualquier modo el contenido en ambas ediciones es el mismo.
Adicionalmente el álbum se reeditó en su versión de CD, así como en disco de vinilo en ambos lados del mundo.

| Disco uno, SACD/CD |                       |          |  |
| N.º                | Título                | Duración |  |
| 1.                 | «Something to Do»     | 3:45     |  |
| 2.                 | «Lie to Me»           | 5:04     |  |
| 3.                 | «People Are People»   | 3:52     |  |
| 4.                 | «It Doesn't Matter»   | 4:45     |  |
| 5.                 | «Stories of Old»      | 3:12     |  |
| 6.                 | «Somebody»            | 4:26     |  |
| 7.                 | «Master and Servant»  | 4:13     |  |
| 8.                 | «If You Want»         | 4:40     |  |
| 9.                 | «Blasphemous Rumours» | 6:21     |  |

| Disco dos, DVD |                                                                                 |          |  |
| N.º            | Título                                                                          | Duración |  |
| 1.             | «Depeche Mode 1984» (You can get Away with Anything if You Give It a Good Tune) | 29:20    |  |
| 2.             | «Something to Do»                                                               | 3:45     |  |
| 3.             | «Lie to Me»                                                                     | 5:04     |  |
| 4.             | «People Are People»                                                             | 3:52     |  |
| 5.             | «It Doesn't Matter»                                                             | 4:45     |  |
| 6.             | «Stories of Old»                                                                | 3:12     |  |
| 7.             | «Somebody»                                                                      | 4:26     |  |
| 8.             | «Master and Servant»                                                            | 4:13     |  |
| 9.             | «If You Want»                                                                   | 4:40     |  |
| 10.            | «Blasphemous Rumours»                                                           | 6:21     |  |
| 11.            | «If You Want» (en vivo en Basilea, Suiza, el 30 de noviembre de 1984)           | 5:16     |  |
| 12.            | «People Are People» (en vivo en Basilea, Suiza, el 30 de noviembre de 1984)     | 4:21     |  |
| 13.            | «Somebody» (en vivo en Liverpool, Inglaterra, el 29 de septiembre de 1984)      | 4:29     |  |
| 14.            | «Blasphemous Rumours» (en vivo en Basilea, Suiza, el 30 de noviembre de 1984)   | 5:30     |  |
| 15.            | «Master and Servant» (en vivo en Basilea, Suiza, el 30 de noviembre de 1984)    | 5:38     |  |
| 16.            | «In Your Memory»                                                                | 4:00     |  |
| 17.            | «(Set Me Free) Remotivate Me»                                                   | 4:16     |  |
| 18.            | «Somebody» (Remix)                                                              | 4:19     |  |

## The 12" Singles
Es una colección iniciada en 2018, con Speak & Spell y A Broken Frame, de todos los sencillos de DM, por álbum, en estricto orden cronológico, presentados en ediciones de lujo en formato de 12 pulgadas, que continuó ese mismo año con Construction Time Again y Some Great Reward, pero éstos presentados en seis discos.
Pese a que la colección es en discos de 12 pulgadas, también se publicó y está disponible en streaming.
People Are People
| Lado A |                                     |          |  |
| N.º    | Título                              | Duración |  |
| 1.     | «People Are People» (Different Mix) | 7:14     |  |

| Lado B |                             |          |  |
| N.º    | Título                      | Duración |  |
| 1.     | «In Your Memory» (Slik Mix) | 8:13     |  |

People Are People
| Lado C |                                       |          |  |
| N.º    | Título                                | Duración |  |
| 1.     | «People Are People» (On-Usound Remix) | 7:26     |  |

| Lado D |                                                      |          |  |
| N.º    | Título                                               | Duración |  |
| 1.     | «People Are People» (versión original en 7 pulgadas) | 3:46     |  |
| 2.     | «in Your Memory» (versión original en 7 pulgadas)    | 4:03     |  |

Master and Servant
| Lado E |                                         |          |  |
| N.º    | Título                                  | Duración |  |
| 1.     | «Master and Servant» (Slavery Whip Mix) | 9:38     |  |

| Lado F |                                             |          |  |
| N.º    | Título                                      | Duración |  |
| 1.     | «(Set Me Free) Remotivate Me» (Release Mix) | 8:49     |  |
| 2.     | «Master and Servant» (Voxless)              | 4:00     |  |

Master and Servant
| Lado G |                                                                     |          |  |
| N.º    | Título                                                              | Duración |  |
| 1.     | «Master and Servant» (On-Usound Science Fiction Dance Hall Classic) | 4:35     |  |

| Lado H |                                                |          |  |
| N.º    | Título                                         | Duración |  |
| 1.     | «Are People People?»                           | 4:28     |  |
| 2.     | «(Set Me Free) Remotivate Me» (7 pulgadas Mix) | 4:13     |  |

Blasphemous Rumours
| Lado I |                       |          |  |
| N.º    | Título                | Duración |  |
| 1.     | «Blasphemous Rumours» | 6:21     |  |

| Lado J |                                |          |  |
| N.º    | Título                         | Duración |  |
| 1.     | «Somebody» (en vivo)           | 4:28     |  |
| 2.     | «Two Minute Warning» (en vivo) | 4:36     |  |
| 3.     | «Ice Machine» (en vivo)        | 3:45     |  |
| 4.     | «Everything Counts» (en vivo)  | 5:53     |  |

Blasphemous Rumours
Siete pulgadas convertido de manera limitada a doce pulgadas.

| Lado K |                         |          |  |
| N.º    | Título                  | Duración |  |
| 1.     | «Blasphemous Rumours»   | 5:09     |  |
| 2.     | «Told You So» (en vivo) | 4:56     |  |

| Lado L |                              |          |  |
| N.º    | Título                       | Duración |  |
| 1.     | «Somebody» (Remix)           | 4:20     |  |
| 2.     | «Everyting Counts» (en vivo) | 5:33     |  |

## Datos
- El título del material en directo The World We Live In and Live in Hamburg fue tomado de un verso de la canción Somebody, "about the world we live in, and life in general", cambiando las últimas palabras a Live in Hamburg, obviamente porque fue el nombre de la ciudad donde se grabó.
- El sencillo People are People fue el primer éxito de DM en América y Europa, por lo cual se publicó un EP exclusivo para Norteamérica titulado simplemente People Are People, el cual haría en su momento de primer disco del grupo en el continente americano.
- Blasphemous Rumours/Somebody fue el primer sencillo doble del grupo, al mismo tiempo que volvió a este el primer disco del cual se desprendían cuatro canciones como sencillos.
- El álbum dio título además a la colección de videos Some Great Videos también de 1985.
- Debido a la foto de la portada (una pareja de recién casados), al álbum se le conoció por algún tiempo como The Wedding Album, el Álbum de bodas.
  - Durante años se especuló que el novio en la foto era el propio Alan Wilder, lo cual no es cierto.
- Martin Gore grabó la canción Somebody estando desnudo.
- El tema Stories of Old nunca fue interpretado en conciertos por DM, solo existe una versión en estudio de 2009, aunque en forma semiacústica solo con guitarra.
- Es el único álbum de Depeche Mode que apareció primero en América que en Europa.

El disco presentó todavía una marcada influencia de Música industrial como en el anterior álbum, pero lo que más trascendió fueron sus letras escandalosas que provocaron la censura del grupo en el concierto masivo Live Aid de ese año.
Lo que se consideró por algunos sectores conservadores como más inapropiado fueron las letras de las canciones Master and Servant y Blasphemous Rumours. Por otro lado People are People, una canción en contra del racismo, proyectó a Depeche Mode al mercado de los Estados Unidos.
Aunque el sonido del disco fue eminentemente industrial, esto se contrasta con temas muy apacibles como la romántica It’ Doesn’t Matter y sobre todo Somebody uno de los más melancólicos que el grupo ha grabado, además de ser quizás la canción menos electrónica de DM hasta la fecha pues la musicalización únicamente consiste de piano. En otros temas el grupo siguió experimentando con sonidos, Lie to Me utiliza un discreto sampleo de cuerdas, Something to Do es un vertiginoso tema de base industrial, Stories of Old es un tema rítmico a base de sampleos, mientras que If You Want pasa de ritmos suaves a fuertes básicamente industriales.
Por otro lado, el grupo acrecentó el escándalo alrededor del disco por sus actitudes nihilistas y provocativas maquillándose y apareciendo vestidos de modo andrógino, sadomasoquista o solo extravagante, de hecho en un concierto Martin Gore se puso una falda sobre el pantalón y al momento de salir al escenario se dejó solo la falda alimentando las versiones en la prensa acerca de que los cuatro miembros eran gay, incluso hasta varios años después esa leyenda ha persistido y aún hoy algunos periodistas lo afirman como verdad, lo cual en realidad nunca fue cierto, sin que por ello en ningún momento se hayan manifestado tampoco en contra del movimiento gay, simplemente para ellos era un juego y el disco era a su vez un discurso contra la intolerancia y el conservadurismo.
Lo curioso es que DM destacó por ser un grupo del género que trabajaba a base de creatividad y no del completo dominio de sus recursos, solo Wilder tenía verdadero dominio del teclado. No eran glamorosos como Duran Duran o The Human League, o tan sintéticos como Soft Cell o los Pet Shop Boys, ni tenían grandes antecedentes como New Order, solo inventiva con los recursos de los que disponían.
El igualmente cínico título que más o menos se traduce como Alguna Gran Recompensa originalmente no decía en absoluto nada del disco, pero su éxito no solo se debió al escándalo provocado, aunque después de haber atraído la atención del público y de la crítica Depeche Mode ganó la respetabilidad que durante todo ese tiempo al parecer nadie les había tenido, ni siquiera su propia disquera Mute Records, que les había grabado y publicado sus tres primeros álbumes sin ningún contrato de por medio. Por el contrario, después de este álbum las revistas de música comenzaron a elogiar el uso de sampleos que hacían, el trabajo de producción de Wilder y la sinergia del cuarteto, pues en aquella época ya estaba demostrado que para hacer música electrónica dos personas eran suficiente.
En cuanto a la grabación del álbum, este implicó en su momento toda una innovación técnica de Depeche Mode. Aunque normalmente se observa que su sonido es muy parecido al de Construction Time Again, el anterior álbum, Some Great Reward en realidad es más depurado, siendo también muy industrial pero al mismo tiempo más melódico, con una gran cantidad de sonidos grabados previamente pero mejor mezclados.
Otros datos acerca del álbum son solo anecdóticos, por ejemplo la canción Somebody originalmente sería cantada por David Gahan, incluso existen videos de él practicándola, sin embargo fue Martin Gore quien acabó grabándola, aunque lo hizo estando desnudo. Por otro lado, la canción Master and Servant fue un tema muy problemático en su mezcla, de hecho el efecto de batería que se oye en el cierre no debería de estar ahí, quedó grabado por accidente.
Otro aspecto inaugurado con el disco fue la diversidad en los álbumes de DM, pues las canciones románticas contrastan bastante con los temas atrevidos, lo cual se volvería parte fundamental de todos sus álbumes posteriores. Este se convirtió en el disco más exitoso que había logrado Depeche Mode hasta ese momento por lo cual se le consideró como su mejor álbum, incluso hasta la fecha hay quienes siguen viéndolo así.

## Canción por canción
Something to Do es un tema vertiginoso en el cual David Gahan y Martin Gore parecen correr gritando “Hay que hacer algo”. La musicalización es por completo experimental, muy industrial y llena de sonidos extraños, igual que en casi todo el resto del disco. El tema es una diatriba de amor alocado. Curiosamente algunos de los sonidos contenidos en este tema se repiten en Blasphemous Rumours.
Lie to Me es una canción de amor desencantado que como su nombre revela es un reclamo a las mentiras, haciéndola un tema aparentemente un tanto convencional para DM en su planteamiento lírico, sin embargo de lo que verdaderamente trata es sobre las relaciones adulteras, lo cual lo volvía un tema más duro para lo que DM había manejado hasta aquel momento abriendo el discurso del disco para hablar sobre cuestiones humanas desagradables. Destaca la habilidad para componer los versos así como la musicalización evidentemente menos industrial que la mayoría de los temas del álbum, pero lo más llamativo es el sampleo de cuerdas utilizado en la canción, pues fue la primera vez que se hacían de tan peculiar recurso, el cual distinguiría posteriormente temas de los discos Black Celebration, Music for the Masses y Violator.
 People Are People resultó ser el tema más comercial del álbum, y el que escandalizó menos. Es una canción meramente bailable de inspiración industrial pero con una letra de protesta al racismo imperante en las sociedades avanzadas, repitiendo insistentemente “No puedo entender que hace a un hombre odiar a otro hombre, ayúdenme a entender”. El tema se volvería el primer éxito de exportación para DM, lo cual les abrió, después de cuatro años de carrera, las puertas en los Estados Unidos.
It Doesn't Matter es un tema dulce de amor cantado por Martin Gore. A diferencia de Somebody no es una canción triste ni melancólica, sino lo contrario, un tema de agradecimiento a la persona amada. La musicalización es también muy tierna y demuestra como con sonidos industriales también se puede hacer una canción suave y romántica.
Stories of Old es otro tema parecido al primero, de corta duración y un poco vertiginoso en su sonido. Es una canción hecha a base de efectos industriales y una letra menos sugerente que otras del álbum, aunque no por ello menos punzante pues habla sobre lo desgastadas de las relaciones de pareja.
Somebody es la única balada del álbum. Presentada como un tema minimalista realizado solo con piano y una de las letras más sentimentales de Martin Gore, quien además también la canta. El tema logró una considerable respuesta del público contrastando mucho con la opinión generalizada que del disco se tenía, pues no insultaba a nada ni a nadie, ni reinventaba el sonido de DM, simplemente es un triste tema de amor suplicante, situación con la que todos se identifican en algún momento, quizás a ello se debió su éxito.
Master and Servant fue el primer tema polémico del álbum. Es otra canción bailable bastante cínica, pues la letra propone abiertamente un juego sadomasoquista, aunque Martin Gore se empeñó en declarar que era una metáfora del dominio de los fuertes sobre los débiles, lo que casi nadie le creyó. La musicalización es contundente, industrial y muy electrónica, lo cual lo vuelve representativo del disco.
If You Want fue el tercer y último tema compuesto únicamente por Alan Wilder que aparece en un álbum de DM. Es una canción que en ningún momento desentona con el resto de los temas del álbum, aunque se nota cierto divertimento en experimentar con los sonidos industriales, de hecho resulta incluso más electrónico que los demás. La letra es también una invitación a romper con las reglas impuestas, con lo cual conserva el espíritu de provocación de Some Great Reward.
Blasphemous Rumours fue el tema más polémico del álbum. El estribillo dice “No quiero comenzar ningún Rumor Blasfemo, pero creo que Dios tiene un sentido del humor enfermizo y cuando muera espero encontrármelo riendo”, motivo por el cual los conservadores en el Reino Unido se escandalizaron, de hecho el dato curioso acerca de la canción fue que en Inglaterra el censor se encontraba de vacaciones cuando se mandó el sencillo a la radio, por lo cual un sustituto más abierto aprobó la difusión del tema, el cual de otro modo muy probablemente hubiera sido vetado. Los cuatro miembros del grupo debieron nuevamente estar aclarando el contenido de la canción, diciendo que no pretendían incomodar a nadie, sino que precisamente ellos quienes tenían una sólida educación religiosa consideraban que toda la gente en algún momento se siente decepcionada hasta de su propia religión. La musicalización es en sí bastante experimental, con sonidos sostenidos que recuerdan instrumentos de viento y una base de efectos industriales fuertes, en lo cual algunos vieron influencia de grupos como Dream Theater en la música de Depeche Mode.
In Your Memory es un tema más inserto en la corriente industrial de DM, con metales que resuenan y golpean creando ritmos melódicos, quizás una de las mejores composiciones de Alan Wilder. Es una efectiva función que se construye a partir de sonidos percusivos, con efectos electrónicos varios que lo llevan a ser un tema electropop y una letra de amor rutilante que habla sobre las relaciones más oníricas.
(Set Me Free) Remotivate Me es un tema rítmico basado un tanto en sonidos de ska, como gustan muchos grupos británicos de experimentar, con una letra bastante simplista, pero alegre, sobre liberación y motivación, como indica el título. Es un tema bastante plano en su planteamiento, una canción eminentemente bailable en una colección mucho más ambiciosa, y en uno de los sencillos más atrevidos, pues el conjunto de canciones se distinguió por su audacia.

## Lista de posiciones
| Lista de canciones (1984/85)  | Mejor posición | Certificación | Ventas     |
| ----------------------------- | -------------- | ------------- | ---------- |
| Lista de álbumes australianos | 19             |               | 25,000+    |
| Francia                       |                |               | 100,000+   |
| Lista de álbumes alemana      | 3              | Oro           | 500,000+   |
| Italia                        |                |               | 75,000+    |
| Holanda                       | 18             |               | 25,000+    |
| España                        |                |               | 50,000+    |
| Lista de álbumes sueca        | 7              |               | 75,000+    |
| Lista de álbumes suiza        | 5              |               | 40,000+    |
| UK Albums Chart               | 5              | Plata         | 175,000+   |
| Estados Unidos Billboard 200  | 54             | Platino       | 1,200,000+ |
| Ventas en Europa              |                |               | 1,330,000+ |
| Ventas mundiales              |                |               | 4,100,000+ |